# Deutenheim (Obertaufkirchen)
Deutenheim ist ein Ortsteil in der Gemeinde Obertaufkirchen im oberbayerischen Landkreis Mühldorf am Inn.

## Lage
Der Weiler Deutenheim liegt am Annabrunner Bach 300 m südlich der Bundesautobahn A 94 etwa 1,5 km östlich der Autobahnausfahrt 16 (Schwindegg).

## Bevölkerungsentwicklung

Deutenheim 3, Remise und Stall

Um 1871 lebten dort 24 Einwohner. In der Nachkriegszeit des Zweiten Weltkriegs gab es 43 Einwohner. Bis Mai 1987 sank die Bevölkerung auf 20 Einwohner, die in fünf Wohngebäuden lebten.
| Jahr      | 1871 | 1925 | 1950 | 1970 | 1987 |
| Einwohner | 24   | 30   | 43   | 27   | 20   |